# Lijst van NPO Radio 2 TopSongs in 2021
Deze hits waren in 2021 NPO Radio 2 TopSong op NPO Radio 2:
| Nr. | Datum        | Artiest                                                                           | Titel                                                                             |
| --- | ------------ | --------------------------------------------------------------------------------- | --------------------------------------------------------------------------------- |
| 325 | 1 januari    | Savine                                                                            | Never Compare                                                                     |
| 326 | 8 januari    | Coldplay                                                                          | Flags                                                                             |
| 327 | 15 januari   | Thomas Acda, Paul de Munnik, Maan & Typhoon                                       | Als ik je weer zie                                                                |
| 328 | 22 januari   | Son Mieux                                                                         | 1992                                                                              |
| 329 | 29 januari   | Rag'n'Bone Man                                                                    | All You Ever Wanted                                                               |
| 330 | 5 februari   | DeWolff                                                                           | Half of Your Love                                                                 |
| 331 | 12 februari  | DI-RECT                                                                           | Wild Hearts                                                                       |
| 332 | 19 februari  | Jon Batiste                                                                       | I Need You                                                                        |
| 333 | 26 februari  | Douwe Bob                                                                         | Was It Just Me                                                                    |
| 334 | 5 maart      | Jeangu Macrooy                                                                    | Birth of a New Age                                                                |
| 335 | 12 maart     | Silk Sonic                                                                        | Leave the Door Open                                                               |
| 336 | 19 maart     | Orange Skyline                                                                    | Shine On                                                                          |
| 337 | 26 maart     | Alain Clark                                                                       | Yes                                                                               |
| 338 | 2 april      | BLØF                                                                              | Horizon                                                                           |
| 339 | 9 april      | Blaudzun                                                                          | Real Hero                                                                         |
| 340 | 16 april     | Bakermat & Nic Hanson                                                             | Walk That Walk                                                                    |
| 341 | 23 april     | Ilse DeLange                                                                      | I Will Help You                                                                   |
| 342 | 30 april     | Yola                                                                              | Diamond Studded Shoes                                                             |
| 343 | 7 mei        | Coldplay                                                                          | Higher Power                                                                      |
| 344 | 14 mei       | Jett Rebel                                                                        | Love Right Now                                                                    |
| 345 | 21 mei       | Davina Michelle                                                                   | Sweet Water                                                                       |
| 346 | 28 mei       | Komodo                                                                            | Easy Pray                                                                         |
| 347 | 4 juni       | John Mayer                                                                        | Last Train Home                                                                   |
| 348 | 11 juni      | Remme                                                                             | The Moment                                                                        |
| 349 | 18 juni      | Kaleo                                                                             | Hey Gringo                                                                        |
| 350 | 25 juni      | Mell & Vintage Future                                                             | Love Train                                                                        |
| 351 | 2 juli       | Super db                                                                          | Wait for Me                                                                       |
| 352 | 9 juli       | Tim Knol                                                                          | Wandering Heart                                                                   |
| 353 | 16 juli      | Foo Fighters                                                                      | Making a Fire                                                                     |
| 354 | 23 juli      | Kovacs                                                                            | Tutti Frutti Tequila                                                              |
| 355 | 30 juli      | Son Mieux                                                                         | Can't Get Enough                                                                  |
| 356 | 6 augustus   | Silk Sonic                                                                        | Skate                                                                             |
| 357 | 13 augustus  | Nielson                                                                           | Bliksem                                                                           |
| 358 | 20 augustus  | Tim Dawn                                                                          | In This Together                                                                  |
| 359 | 27 augustus  | Novastar                                                                          | Deep Are the Eyes                                                                 |
| -   | 3 september  | Geen NPO Radio 2 TopSong in verband met de Collecteweek van KWF Kankerbestrijding | Geen NPO Radio 2 TopSong in verband met de Collecteweek van KWF Kankerbestrijding |
| 360 | 10 september | Rag'n'Bone Man                                                                    | Alone                                                                             |
| 361 | 17 september | Racoon                                                                            | Geef je hart niet zomaar weg                                                      |
| 362 | 24 september | The War on Drugs featuring Lucius                                                 | I Don't Live Here Anymore                                                         |
| 363 | 1 oktober    | De Dijk                                                                           | Merk je het niet                                                                  |
| 364 | 8 oktober    | Chef'Special & La Pegatine                                                        | Down for Love                                                                     |
| 365 | 15 oktober   | Adele                                                                             | Easy on Me                                                                        |
| 366 | 22 oktober   | DI-RECT                                                                           | Nightcrawler                                                                      |
| 367 | 29 oktober   | Bazart featuring S10                                                              | Onderweg                                                                          |
| 368 | 5 november   | U2                                                                                | Your Song Saved My Life                                                           |
| 369 | 12 november  | Jeangu Macrooy featuring Pete Philly                                              | Little Greener                                                                    |
| 370 | 19 november  | MEAU                                                                              | Dat heb jij gedaan                                                                |
| -   | 26 november  | Geen NPO Radio 2 TopSong in verband met stemweek voor de Radio 2 Top 2000         | Geen NPO Radio 2 TopSong in verband met stemweek voor de Radio 2 Top 2000         |
| -   | 3 december   | Geen NPO Radio 2 TopSong in verband met stemweek voor de Radio 2 Top 2000         | Geen NPO Radio 2 TopSong in verband met stemweek voor de Radio 2 Top 2000         |
| 371 | 10 december  | Haevn & Birdy                                                                     | Open Hearts                                                                       |
| 372 | 17 december  | Duncan Laurence                                                                   | Wishes Come True                                                                  |
| -   | 24 december  | Geen NPO Radio 2 TopSong in verband met de Radio 2 Top 2000                       | Geen NPO Radio 2 TopSong in verband met de Radio 2 Top 2000                       |
| -   | 31 december  | Geen NPO Radio 2 TopSong in verband met de Radio 2 Top 2000                       | Geen NPO Radio 2 TopSong in verband met de Radio 2 Top 2000                       |

2014 ·
2015 ·
2016 ·
2017 ·
2018 ·
2019 ·
2020 ·
2021 ·
2022 ·
2023 ·
2024 ·
2025